# Jedet
Carmen Jedet Izquierdo Sánchez, conocida simplemente como Jedet (Gerona, 7 de julio de 1992), es una actriz, cantante, celebridad de internet española.

## Carrera artística
En 2016 Jedet empezó a ser conocida como King Jedet, sobre todo en redes sociales a través de su activismo y su canal de Youtube. Al mismo tiempo publicó su primer libro, Mi último regalo. En una entrevista de ese mismo año, con WAG1 Magazine, Jedet anunció su intención de realizar su transición como mujer transgénero.
En 2017 Jedet comienza su carrera musical publicando una colaboración con Ms Nina en la canción «Reinas».
Inició su trayectoria televisiva en papeles secundarios en Looser y Paquita Salas. En 2020 Jedet obtuvo el papel protagonista en la serie de Atresplayer Premium Veneno interpretando a Cristina Ortiz. Grabó una versión de «Veneno pa tu piel» como tema principal de dicha serie. Por este papel televisivo recibió el Premio Ondas 2020 en la categoría de Mejor intérprete femenino en ficción nacional.

## Vida privada
A pesar de ser de padres granadinos y criarse en la localidad de Polícar, nació en Gerona y vivió varios años durante su juventud allí, por lo que habla fluidamente el catalán.

## Filmografía

### Televisión
| Año  | Título           | Cadena              | Personaje | Episodios   |
| ---- | ---------------- | ------------------- | --------- | ----------- |
| 2018 | Looser           | Flooxer             | Xadette   | 3 episodios |
| 2019 | Paquita Salas    | Netflix             | Paris     | 2 episodios |
| 2020 | Veneno           | Atresplayer Premium | La Veneno | 3 episodios |
| 2021 | Cardo            | Atresplayer Premium | Dolores   | 1 episodio  |
| 2022 | Mujeres asesinas | Vix+                | Paula     | 1 episodio  |
| 2024 | Geminis          | Amazon Prime        | Amina     | 7 episodios |

## Premios
| Año  | Premiación           | Categoría                                     | Trabajo                                            | Resultado | Ref.   |
| ---- | -------------------- | --------------------------------------------- | -------------------------------------------------- | --------- | ------ |
| 2020 | Premios Ondas        | Mejor intérprete femenino en ficción nacional | Veneno                                             | Ganadora  | [ 10 ] |
| 2020 | Premios Hoy Magazine | Promesa del año 2020                          | Veneno                                             | Nominada  | [ 14 ] |
| 2021 | Premios Hoy Magazine | Mejor look del año                            | Maquillaje: Miss Diamondz Peluquería: Rafael Bueno | Ganadora  | [ 15 ] |

## Discografía
- La leona (mixtape, 2018)[16]
- A los hombres que he tenido que olvidar (2022)
- THE DOLL (2024)

## Publicaciones
- Mi último regalo: diario de un corazón abierto en canal. 2016. ISBN 978-84-945306-8-5. OCLC 962816965.
- Efecto Mariposa. PLAN B. 2020. ISBN 9788417809232.